# Ahnung und Gegenwart

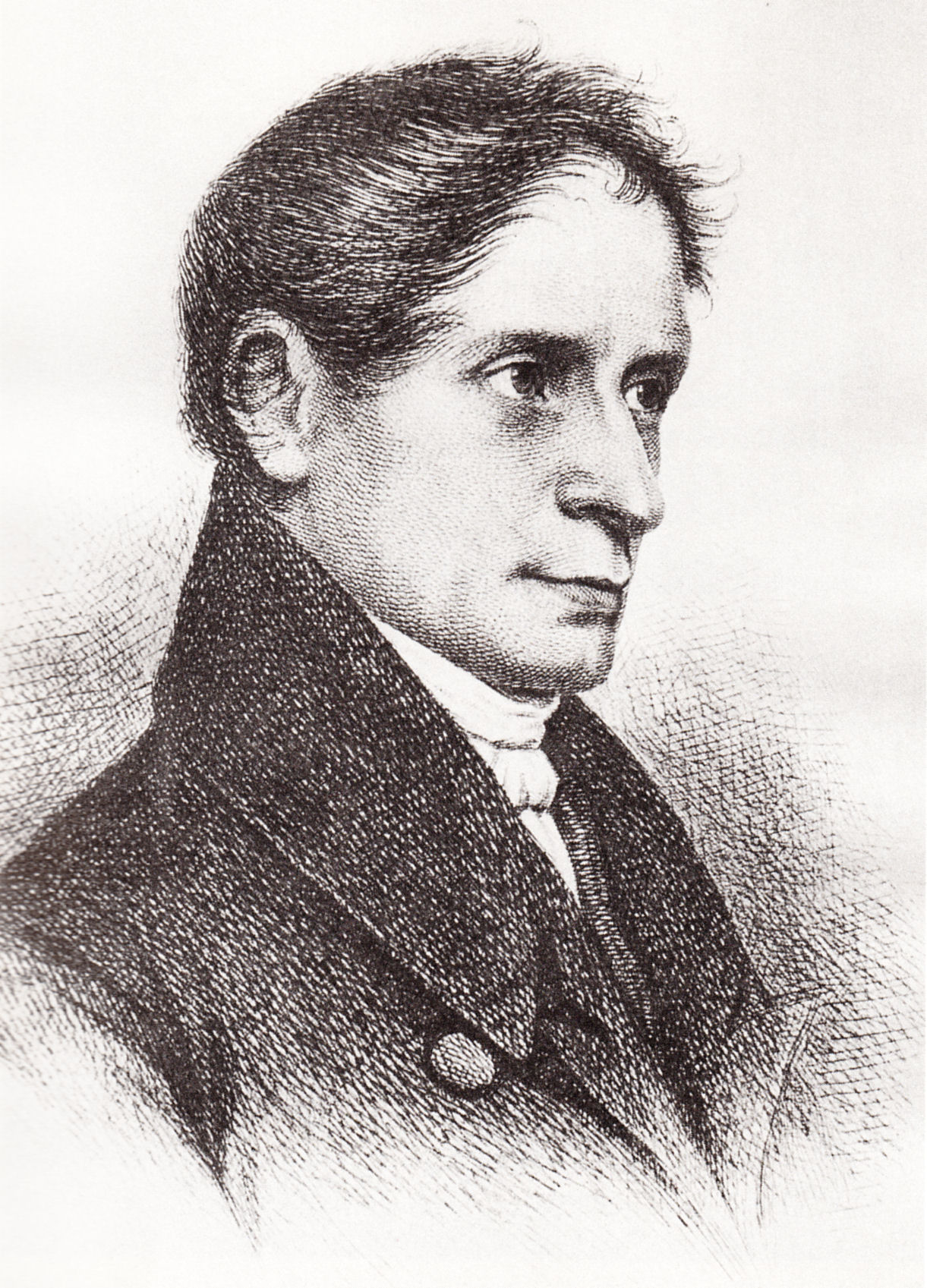
Joseph von Eichendorff

Ahnung und Gegenwart ist der erste Roman von Joseph von Eichendorff, der, im Herbst 1812 vollendet, 1815 bei Johann Leonhard Schrag in Nürnberg erschien. In seinem Vorwort vom 6. Januar 1815 zu diesem Zeitroman weist Friedrich de la Motte Fouqué auf die Handlungszeit des Textes – vor den Befreiungskriegen – hin.
Der junge Graf Friedrich unterliegt im Kampf gegen ausländische Okkupanten, geht seines Besitzes verlustig und findet hinter Klostermauern Frieden.

## Inhalt

### Erstes Buch
Graf Friedrich erholt sich nach dem Universitätsstudium. Auf einem Schiff fährt er von Regensburg aus die Donau hinab. Als das Schiff des Grafen von einem anderen Schiff eingeholt wird, erblickt der Reisende eine schöne Unbekannte auf dem fremden Schiff. Friedrich übernachtet in einem Wirtshause. Die Schöne ist im Nebenzimmer untergebracht. Der Graf grüßt sie. Die Unbekannte schlägt die Augen nieder. Während einer nächtlichen Begegnung auf dem Balkon küsst er sie und erfährt ihren Namen: Rosa.

Als sich Friedrich am nächsten Morgen nach Rosa erkundigt, ist sie längst von einem Wagen mit vier Pferden und Bedienten abgeholt worden. Der junge Graf setzt seinen Ausflug zu Pferde fort. Einmal ist es ihm so, als sähe er Rosa von ferne. Er folgt ihr und gerät dabei tiefer in den Wald. Friedrich sucht eine Herberge auf und muss sich darin des Nachts gegen Räuber zur Wehr setzen. Er teilt kräftig aus, wird bei dem Scharmützel verwundet und verliert das Bewusstsein.

Friedrich kommt im Schloss des Grafen Leontin zu sich. An seinem Bett wacht Erwin; ein schöner, verschlossener und zerstreut wirkender Knabe. Friedrich steht auf und erkundet die Umgebung. Auf dem Nachbarschloss wohnt Gräfin Rosa, seine Retterin; die Schwester Leontins. Er sucht sie auf, nimmt „sie in beide Arme und“ küsst „sie unzähligemal und alle Freuden der Welt“ verwirren „sich in diesen einen Augenblick, der niemals zum zweitenmale wiederkehrt.“ Am Abend unterhalten sich Leontin, Friedrich und Faber, der immer zu einem Witz aufgelegte Dichter mit dem dicken Gesicht, über Poesie. Leontin schäkert mit der vierzehnjährigen Marie. Friedrich singt:
„Mir ist, als müßt' ich singen
So recht aus tiefster Lust
Von wunderbaren Dingen,
Was niemand sonst bewußt.“
Leontin ist auf geheimnisvollen Ausflügen im Walde unterwegs und kehrt „wie ein gejagtes Wild“ zurück. Er will ohne die Schwester verreisen. Hartnäckig drängt sich Rosa auf und darf mitreisen. Faber will auf dem Schloss bleiben, weil er an einem angefangenen großen Gedichte arbeiten möchte.
Am nächsten Morgen begeben sich alle auf die Reise. Auch Faber reist – mit Schreibtafeln und Büchern im Gepäck. Unterwegs, während der Übernachtung in einem Bauernhause, erzählt Friedrich der Gräfin von sich. Mit seinem Bruder Rudolph, der Leontin sehr ähnelt, und der kleinen Angelina wuchs er auf dem Schloss von Pflegeeltern auf. Rudolph floh. Friedrich meint, der Bruder sei noch am Leben. Über den Erinnerungen Friedrichs schläft Rosa an seiner Seite ein. Friedrich wird sich unsicher. Einerseits schmiegt er sich gern an die vollen Glieder der Gräfin, andererseits kann er nicht an ihre Liebe glauben und singt:
„Ach Gott, wem soll ich trauen?
Will Sie mich nicht versteh'n,
Tun all' so fremde schauen,
Und alles muß vergeh'n.“
Am nächsten Morgen fehlt Faber. Er ist in die Residenz geritten; wohl auch aus Scham, weil er zu einem nächtlichen Stelldichein in Maries Dachkammer von der Kleinen abgewiesen worden war. Ohne den witzigen Faber wird es der Gräfin in der Männergesellschaft zu langweilig. Zusammen mit Marie verlässt sie die Herren, als die schöne Gräfin Romana aus der Residenz vorbeifährt und sie in die Kutsche lockt. Friedrich ist tief gekränkt. Des Abends belauscht er in einem Dorfe zusammen mit Leontin Paare auf einem Tanzboden. Beeindruckt von einem schönen Fräulein singt Leontin:
„Der Tanz, der ist zerstoben,
Die Musik ist verhallt,
Nun kreisen Sterne droben,
Zum Reigen singt der Wald.“
Am nächsten Abend begegnet er auf dem Schloss des Herrn von A. dem schönen Fräulein wieder. Es ist Julie, die Tochter des Hauses. Noch ein Tänzer vom Vorabend wird am Tisch des Herrn von A. wiedererkannt – der Theologe Viktor. Zu arm, um seine Studien zu beenden, hat dieser auf den Gütern des Herrn von A. das Schulwesen übernommen. Als des Nachts das Schloss brennt, rettet Leontin Julie das Leben und kommt ihr näher.
Am Tag darauf wollen Friedrich und Leontin jene geheimnisvolle weiße Frau kennenlernen, die gewöhnlich nur während eines nächtlichen Feuers erscheint und prompt erschienen war. Ihr nahes Schloss finden die beiden bewohnt, doch die Herrin ist abwesend.
Leontin sucht Viktor in seiner Werkstatt auf. Der einsame Theologe hat für die Poesie keinen Sinn, will aber ein Luftschiff erfinden. Leontin verlässt den Erfinder und hört ungewollt ein Gespräch zwischen Herrn von A. und dessen Schwester mit. Die Frau möchte Julie mit Leontin verkuppeln. Leontin betritt darauf Julies Zimmer und bestaunt sein Porträt. Zwar hat die Malerin Leontins Schloss noch nicht gesehen, doch auf dem Gemälde hat sie es neu erschaffen. Julie und Leontin begegnen sich noch einmal flüchtig, als der Graf der Familie des Herrn von A. den Rücken kehrt. Im Walde trifft Leontin den irrenden Ritter. Dieser zieht auf der Suche nach dem Stein der Weisen von Schloss zu Schloss.
Friedrich nimmt ebenfalls Abschied. Julie weint. Der Graf reitet mit Erwin zu Rosa in die Residenz. Die Gräfin hatte ihn brieflich eingeladen. Unterwegs nimmt Friedrich Abschied vom Walde. Er schreibt „O Täler weit, o Höhen“.

### Zweites Buch
Friedrich muss in der Residenz Rosa suchen. Er findet die Gräfin auf einem Maskenball in der Gesellschaft von Verehrern. Einer von diesen hebt sie nach dem rauschenden Ball in die Kutsche. Friedrich bringt Marie nach Hause. Die Kleine ist nicht mehr in den Diensten Rosas. Inzwischen lebensmüde geworden, wird Marie von begüterten Herren komfortabel ausgehalten.
Friedrich entsinnt sich seines Auszuges von der Universität, kramt ein Empfehlungsschreiben hervor und sucht damit den Minister P. auf. Dieser empfiehlt dem jungen Absolventen das weitere Studium der Jurisprudenz und der kameralistischen Wissenschaften. Der Besuch hat aber auch sein Gutes. Friedrich erhält vom Minister eine Einladungskarte zu einer literarischen Soiree. Dort erscheint Rosa gemeinsam mit der leidenschaftlichen Gräfin Romana. Als die von Friedrich geschätzte Gräfin Dolores herabgesetzt wird, schreitet er energisch ein. Romana schaut den Diskussionsredner mit dunkel glühenden Augen an. Friedrich lernt die amazonenhafte Gräfin Romana als Dichterin kennen und tauscht sich fortan mit ihr zur Poesie aus. Als Friedrich ihr Feenschloss aufsucht, hängt darin ein Porträt des Erbprinzen, dessen Schönheit er bewundert. Nun erscheint die freiheitsliebende Romana dem Grafen verführerisch. Die beiden schlafen auf dem Schloss in verschiedenen Zimmern, die nur durch ein paar offene Türen voneinander getrennt sind. Friedrich beobachtet Romana beim Entkleiden und schläft ein. Als er erwacht, ruht die schöne Frau unangekleidet am Fuße seines Bettes. Friedrich ist nicht verführbar. Er macht sich davon, ohne die Gräfin zu wecken. Die heftige Romana liebt fortan Friedrich, doch er verachtet die faszinierende Frau. Der Erbprinz, der voller Leidenschaft an Friedrich hängt, gesteht diesem bei Gelegenheit, die Gräfin Romana habe ihn verdorben. Die Neigung des Prinzen wird von Friedrich nicht erwidert. Im Gegenteil, ihm graut vor dem Fürsten. Diesen hatte Friedrich in der Stadt, als Passant durch die Fenster schauend, in der Wohnung eines Mädchens erkannt. Es stellt sich heraus, der lüsterne Prinz hatte das Kind verführt, und es war gestorben.
Bevor sich die Wege von Friedrich und Leontin trennen, machen beide noch eine Rheinfahrt. Abends in einem Städtchen gibt sich Leontin als Spielmann, zieht von Haus zu Haus, erzählt den Mädchen Märchen und singt „Es ist schon spät, es wird schon kalt“. Am nächsten Tag stürzt sich der Knabe Erwin, immer im Gefolge Friedrichs, aus dem Kahn in den prächtig funkelnden Rhein und ward nicht mehr gesehen. Auf seinen Streifzügen durch die Täler – Erwin suchend – nähert sich Friedrich im Walde einem Jagdschlosse des Prinzen. Jemand singt „Dämm'rung will die Flügel spreiten“. Friedrich wird an Rosas Stimme erinnert. Da steht die Schöne auch schon vor ihm. Der Prinz bedrängt Rosa. Halb gezwungen und halb verführt, folgt sie dem Fürsten auf sein Schloss.

### Drittes Buch
Friedrich, gereizt und betrogen, zieht sich in tiefste Gebirgseinsamkeit zurück. Im Kriege schließt er sich dem Landsturm an, ficht tapfer und wird verwundet. Noch nie war es ihm in seinem Leben so wohl gewesen wie im Gefecht gegen den Feind – trotz der vielen Wunden. In einer Pause zwischen den Auseinandersetzungen sieht er Marie wieder – auf dem Schoße eines feindlichen Offiziers.
Als zu den Verlierern des Krieges gehörig, irrt er güterlos und geächtet durchs Land. Sein Leben erscheint ihm nicht mehr lebenswert. In der Nähe ihres Stammschlosses trifft er auf die halb verrückt gewordene Romana. Die Gräfin hat sich in ihrem eigenen Walde verirrt. Er führt sie auf ihr Schloss. Sie zündet das Gemäuer an und erschießt sich.
Friedrich, auf dem Ritt zu seinen verlorenen Besitzungen, hört an der abgelegenen Wassermühle ein Mädchen singen: „In einem kühlen Grunde“. Er geht diesem nach und findet Julie, die den im Kriege ebenfalls verwundeten Leontin pflegt. Sie hat ihn gerettet. Auch Leontin muss sich vor den Siegern des Krieges verstecken. Des Nachts geht Friedrich einem Gesang nach und findet Erwin. Der Knabe gibt im abrupten Sterben noch ein Geheimnis preis. Friedrich soll im Bergwald einen dunkeläugigen Mann mit einer langen Schramme über dem rechten Auge suchen. Friedrich will den Sterbenden retten, öffnet ihm den Wams und erschrickt. Es ist ein schönes Mädchen und trägt ein Medaillon. Darauf ist ein Bildnis, das Friedrich an die kleine Angelina erinnert. Das verstorbene Mädchen, das Julie während Friedrichs Abwesenheit Erwine genannt hatte, wird beerdigt. Bevor sich Leontin und Friedrich auf die Suche nach dem geheimnisvollen Manne machen, reiten sie an der Residenz vorbei. Rosa zeigt sich gerade, geschmückt mit funkelndem Edelstein, einer entzückten Menge als Braut des Erbprinzen. Als die beiden Reiter dann den Mann mit der Schramme über dem Auge auf einem abgeschiedenen alten Waldschlosse finden, erkennt Friedrich in ihm den wilden Bruder Rudolph. Der Bruder erzählt seine Geschichte. Am Abend vor seiner Flucht vom Schloss der Pflegeeltern kam ein junger Reiter vorbei. Rudolph und der dabei stehenden kleinen Angelina wurde von einer Alten geweissagt: „Eines von euch dreien wird den anderen ermorden.“ In der Fremde ließ sich Rudolph als Söldner anwerben und überlebte eine Schlacht, dieses „wahnwitzige Jammerspiel“. Darauf verdiente er sein Brot als Maler. Auf dem Medaillon, das ist das Porträt Angelinas. Es wurde von Rudolph gemalt. Nach dem Kriege war Angelina mit ihrem Vater nach Venedig zurückgekehrt. Rudolph suchte und fand die Geliebte und ging mit ihr nach Rom. Nach einem Jahr brachte Angelina eine Tochter namens Erwine zur Welt. Angelina verließ Rudolph mit dem Kind in Begleitung jenes Mannes, der am Abend von Rudolphs Flucht an dem Schloss der Pflegeeltern vorbeigeritten war. Erwine wurde unterwegs in einem Wirtshause geraubt. Der Prophezeiung erfüllte sich später. Rudolph duellierte sich mit Angelinas Mann, dem Grafen. Der Letztere kam dabei auf seinem Schloss um. Rudolph beschreibt dieses Schloss. Friedrich vermutet auf jene Schilderung hin, Gräfin Angelina könnte die weiße Frau sein.
In der Abgeschiedenheit des Waldschlosses kehrt sich Friedrich ab vom Weltleben, wird ruhig und findet Kraft in der Religion. Er hat erkannt: „Verloren ist, wen die Zeit unvorbereitet und ungewaffnet trifft.“ Leontin heiratet Julie. Das Paar will Europa verlassen und besteigt ein Schiff. Faber, unbeeindruckt von den beängstigenden Zeitläuften, redet wie eh und je weiter über Poesie. Friedrich kann den Bruder Rudolph nicht auf den eigenen frommen Weg leiten. Rudolph „kann nicht glauben“ und geht nach Ägypten, dem Lande der alten Wunder. Friedrich tritt in ein Kloster ein, um es niemals mehr zu verlassen. Einmal, während des Betens, wird in seinem Rücken eine hohe, verschleierte Dame ohnmächtig: In der Kirche liegt Rosa. „Friedrich hatte nichts mehr davon bemerkt. Beruhigt und glückselig war er in den stillen Klostergarten hinausgetreten. Da sah er noch, wie von der einen Seite Faber zwischen Strömen, Weinbergen und blühenden Gärten in das blitzende, buntbewegte Leben hinauszog, von der andern Seite sah er Leontins Schiff mit seinem weißen Segel auf der fernsten Höhe des Meeres zwischen Himmel und Wasser verschwinden. Die Sonne ging eben prächtig auf.“

## Zitate
- „Kein Dichter gibt einen fertigen Himmel; er stellt nur die Himmelsleiter auf von der schönen Erde.“[13]
- „Jede große innerliche Tätigkeit macht äußerlich still.“[14]
- „Wo ein Begeisterter steht, ist der Gipfel der Welt.“[15]
- „Wir machen soviel Umstände mit dem Leben und wissen nicht, ob wir noch eine Stunde bleiben!“[16]
- „...erbärmliches Zeug ist die Liebe, diese liederliche Anspannung der Seele.“[17]
- Zwar singt Friedrich: „Der Dichter ist das Herz der Welt“[18], doch sagt er Schreckliches voraus: „Aus dem Zauberrauche unserer Bildung wird sich ein Kriegs-Gespenst gestalten, geharnischt, mit bleichem Totengesicht und blutigen Haaren.“[19]

## Romantik
Julie muss im Eichgrund in der abgelegenen Mühle mit zwei Männern  übernachten: „Die Nacht dehnte langsam die ungeheuren Drachenflügel über den Kreis der Wildnis unter ihnen, die Wälder rauschten dunkel aus der grenzenlosen Stille herauf.“
Poesie hat nicht nur hohen Wert, sondern ist bei Eichendorff Programm. Der Dichter, dieser „schöne Liebling der Natur soll den Willen aller Wesen durch Liebeskraft erlösen“.
In dem Satz „Das Abendrot draußen war ihm die Aurora eines künftigen, weiten, herrlichen Lebens und seine ganze Seele flog wie mit großen Flügeln in die wunderbarste Aussicht hinein.“ sei Eichendorffs Gedicht „Mondnacht“, das erst zwanzig Jahre später geschrieben wurde, bereits leicht erkennbar vorgebildet.

## Rezeption
- Friedrich Schlegel[24], Otto von Loeben und Fouqué[25] setzten sich für die Publikation des Textes ein. Dorothea Schlegel soll den Romantitel dem Titan entnommen und Eichendorff vorgeschlagen haben.[26]
- Gustav Adolf Schöll in einem Brief vom 21. Oktober 1832 an Eichendorff: Das Buch habe „...keinen Zusammenhang nach Art der Wirklichkeit in abgestuftem Verlaufe; sondern nur einen Zusammenhang in der Phantasie,...“.[27]
- Eduard Höber (anno 1894): „So leichtfertig, verworren und ziellos, wie Eichendorff es hier im allgemeinen schildert, ging es in Deutschland... nicht zu.“[28]
- Ricarda Huch (anno 1902): Der Roman sei „ein ungarer Brei und schwer genießbar.“[29]
- Herman Anders Krüger (anno 1904): Wegen des „bodenlosen Leichtsinns der Gebildeten“ habe es seinerzeit in Deutschland „entsetzlich trostlos“ ausgesehen.[30]
- Hans Brandenburg legt in seinem „Joseph von Eichendorff. Sein Leben und sein Werk“ (anno 1922) den „Wilhelm Meister“ als Maßstab an: „Goethes Koloß“ wurde „zum Nippes“.[31]
- Schulz[32] resümiert treffend: Graf Friedrich durchquere auf seiner Reise nicht Deutschland im herkömmlichen Sinne eines Ortswechsels, sondern er schreite durch die Zeit; durch seine Zeit. Angewidert vom geistig verarmten Adel in der Residenz, suche Friedrich immer wieder die Nähe des noch beschaulich lebenden Landadels. Er nähme das Überlebte der alten Zeit zur Kenntnis, stürze sich in den Freiheitskampf gegen die fremden Eindringliche und werde dabei besitzlos. Friedrichs Ausweg sei schließlich der Kampf als geistlicher Ritter. Bei Eichendorff stehe die Religion über der Kunst.[33]
- Paul Requadt (anno 1955): „Eichendorffs Roman ist Kritik an der damaligen deutschen Elite.“[34]
- Eichendorffs Roman wurde mehr als einmal in der Nachfolge des „Wilhelm Meister“ gesehen[35]. Hermann August Korff[36] hat aus diesem Grund die beiden Werke verglichen und meint daraufhin, „Ahnung und Gegenwart“ stehe dem Barock näher als dem Entwicklungsroman.[37]
- Kremer[38] sieht den Text als Reise Friedrichs in die eigene Kindheit und zieht eine Parallele zum „Sternbald“ sowie zum „Ofterdingen“. Zudem wird auf den heilsgeschichtlichen Anstrich des Romans verwiesen.

## Vertonungen
Robert Schumann hat Lieder aus dem Roman vertont.

### Zitierte Textausgabe
- Ahnung und Gegenwart. Ein Roman. Mit einem Vorwort von de la Motte Fouqué. S. 53–382 in Wolfgang Frühwald, Brigitte Schillbach (Hrsg.): Joseph von Eichendorff. Ahnung und Gegenwart. Sämtliche Erzählungen I. in Wolfgang Frühwald, Brigitte Schillbach, Hartwig Schultz (Hrsg.): Joseph von Eichendorff. Werke in sechs Bänden. Band 2. 843 Seiten. Leinen. Deutscher Klassiker Verlag, Frankfurt am Main 1985 (1. Aufl.), ISBN 3-618-60120-4

### Ausgaben
- Joseph von Eichendorff: Ahnung und Gegenwart. Schrag, Nürnberg 1815. (Digitalisat und Volltext im Deutschen Textarchiv)
- Gerhart Hoffmeister (Hrsg.): Joseph von Eichendorff: Ahnung und Gegenwart. Mit Anmerkungen, Dokumenten, Literaturhinweisen und einem Nachwort des Herausgebers. 407 Seiten. Reclams Universal-Bibliothek 8229, 1986, ISBN 978-3-15-008229-4

### Sekundärliteratur
- Ansgar Hillach, Klaus-Dieter Krabiel: Eichendorff-Kommentar. Band I. Zu den Dichtungen. 230 Seiten. Winkler, München 1971
- Egon Schwarz: Joseph von Eichendorff: Ahnung und Gegenwart (1815). S. 302–324 in: Paul Michael Lützeler (Hrsg.): Romane und Erzählungen der deutschen Romantik. Neue Interpretationen. 389 Seiten. Reclam Stuttgart 1981, ISBN 3-15-010308-8
- Gerhard Schulz: Die deutsche Literatur zwischen Französischer Revolution und Restauration. Teil 2. Das Zeitalter der Napoleonischen Kriege und der Restauration: 1806–1830. 912 Seiten. München 1989, ISBN 3-406-09399-X
- Günther Schiwy: Eichendorff. Der Dichter in seiner Zeit. Eine Biographie. 734 Seiten. 54 Abbildungen. C. H. Beck, München 2000, ISBN 3-406-46673-7
- Detlev Kremer: Romantik. Lehrbuch Germanistik. 342 Seiten. Metzler Stuttgart 2007 (3. Aufl.), ISBN 978-3-476-02176-2
- Hermann Korte: Joseph von Eichendorff. Rowohlt-Taschenbuch-Verlag, Reinbek 2000. S. 42–54. ISBN 3-499-50568-1, (= rororo; 50568; Rowohlts Monographien).
- Otto Eberhardt: „Ahnung und Gegenwart“. Hauptgestalten und Tendenzen in der deutschen Dichtung um 1800–1812. In: Otto Eberhardt: Figurae. Rollen und Namen der Personen in Eichendorffs Erzählwerk. Königshausen & Neumann, Würzburg 2011, ISBN 978-3-8260-4439-7, S. 36–124.